# Александар Милојевић (глумац)
Александар Милојевић (Београд, 1860 — Београд, 24. март 1923) био је српски глумац.

## Каријера
Милојевић се глуми посветио након четиог разреда гимназије, а био је надахнут глумом Тоше Јовановића на сцени Народног позоришта у Београду. Пре тога је кратко службовао  Алексинцу, где је наступао као аматер у представама путујућег позоришта Михаила Димића 1881. године.
Професионално је ступио у путујуће позориште Фотија Иличића, одакле је ангажован у Српско народно позориште у Новом Саду, чији је био члан од 1885. до 1888. године. Већ при првим наступима приметио га је рецензент „Стражилова“ као глумца који је „далеко одмакао у вештини“. Иако је имао тек 30 ггодина, истицао се тумачењем старијих људи у романтичној грађанској и класичној драми, те као тумач кнежева, грофова, свештеника и посланика. Највише су му одговарали озбиљни и ауторитативни људи, чувари реда и закона, затим трагични и комични старци, као и интриганти, иако су били супротни његовом карактеру. Студијом и познавањем улога, педантном обрадом костима, маске, кретања, мимике и говора, умео је да надмаши и глумце са највећих сцена.
Каријеру је наставио у путујућој дружини Ђуре Протића (1888-1893), затим као управитељ, редитељ и глумац нишког „Синђелића“ и до смрти члан Народном позоришта у Београду, где је 1906. године прославио 25-огодишњицу глумовања. Нарочито је заслужан као организатор и педагог у нишком позоришту, где је утицао на развој младих талената.
Пописано је да је имао улоге у 205 позоришних представа Српског народног позоришта у Новом Саду и Народног позоришта у Београду, укључујући улоге : Јоца (Наши сељани), Пјер Ванел (Стрелан), Лоренц (Дебора), Фиг (Посланички аташе), Др Јолак (Она је луда), Префекат (Господар ковница), Др Клинтн (Асунта Леонијева), Чика Спиридон (Нови племић), Петровић (На добротворну цел), Брабанцио (Отело), Спахија (Вампир и чизмар), Јовановић (Добре воље), Валберг (Очарани кнез), Кнез Доброслав (Добрила и Миленко), Милутин Станић (На позорници и у животу), Јефта Бакаловић (Четири милиона рубаља), Вагнер (Фауст), Марки Доберив (Све за сина), Теофил Богојевић (Смрт Стефана Дечанског), Човек у црнини (Убица), Флоран (Завађена браћа), Волф (Распикућа), Доктор Станислав (Пријатељи), Бранислав (Владислав), Вићентије Албија (Црна пега), Снотон (Пит и Фокс), Капетан Матје (Перишонов пут), Греч (Федора), Опат (Милош у Латинима), Гомбош (Мехурићи), Фикс (Пут око Земље за осамдесет дана), Монтреал (Марија, кћи пуковније), Кнез Лазар (Милош Обилић, Суботић), Крчмар (Стари бака и његов син хусар), Мерсленд (Библиотекар).
Глумио је у филму Живот и дела бесмртног вожда Карађорђа као Прота Матеја Ненадовић.